# OMG It's Happening
"OMG It's Happening" is een nummer van de Nederlandse band DI-RECT uit 2023.

## Achtergrond
Het nummer is geschreven door bandleden Bas van Wageningen, Frans van Zoest (Spike), Jamie Westland, Paul Jan Bakker en Marcel Veenendaal in samenwerking met Gian Luca Matteo Ianella en Niels Zuiderhoek en geproduceerd door de band en Zuiderhoek. Volgens Veenendaal gaat het nummer over het bewaren van vertrouwen dat alles altijd wel weer goed zal komen: "Hoe bang je soms ook bent, het leven is als een golf die jou naar je bestemming brengt."
"OMG It's Happening" kwam op 15 juli op de 33e plaats in de Top 40 binnen. Het nummer werd bij NPO 3FM de Megahit, bij NPO Radio 2 de TopSong en bij Radio 538 de 538 Favourite.

## Hitnoteringen

### Nederlandse Top 40
| Hitnotering: 15-07-2023 tot heden | Hitnotering: 15-07-2023 tot heden | Hitnotering: 15-07-2023 tot heden | Hitnotering: 15-07-2023 tot heden | Hitnotering: 15-07-2023 tot heden | Hitnotering: 15-07-2023 tot heden | Hitnotering: 15-07-2023 tot heden | Hitnotering: 15-07-2023 tot heden | Hitnotering: 15-07-2023 tot heden | Hitnotering: 15-07-2023 tot heden | Hitnotering: 15-07-2023 tot heden | Hitnotering: 15-07-2023 tot heden | Hitnotering: 15-07-2023 tot heden | Hitnotering: 15-07-2023 tot heden | Hitnotering: 15-07-2023 tot heden | Hitnotering: 15-07-2023 tot heden | Hitnotering: 15-07-2023 tot heden | Hitnotering: 15-07-2023 tot heden | Hitnotering: 15-07-2023 tot heden | Hitnotering: 15-07-2023 tot heden | Hitnotering: 15-07-2023 tot heden |
| Week:                             | 1                                 | 2                                 | 3                                 | 4                                 | 5                                 | 6                                 | 7                                 | 8                                 | 9                                 | 10                                | 11                                | 12                                | 13                                | 14                                | 15                                | 16                                | 17                                | 18                                | 19                                |                                   |
| --------------------------------- | --------------------------------- | --------------------------------- | --------------------------------- | --------------------------------- | --------------------------------- | --------------------------------- | --------------------------------- | --------------------------------- | --------------------------------- | --------------------------------- | --------------------------------- | --------------------------------- | --------------------------------- | --------------------------------- | --------------------------------- | --------------------------------- | --------------------------------- | --------------------------------- | --------------------------------- | --------------------------------- |
| Positie:                          | 33                                | 29                                | 28                                | 28                                | 33                                | 34                                | 39                                | 39                                | 39                                | 35                                | 31                                | 27                                | 24                                | 24                                | 30                                | 32                                | 34                                | 37                                | 38                                | uit                               |

### NPO Radio 2 Top 2000
OMG It's Happening stond in 2024 voor het eerst in de NPO Radio 2 Top 2000, op plek 1071.